# Колија
Колија (фр. Collias) насеље је и општина у јужној Француској у региону Лангдок-Русијон, у департману Гар која припада префектури Ним.
По подацима из 2011. године у општини је живело 1044 становника, а густина насељености је износила 51,13 становника/km². Општина се простире на површини од 20,42 km². Налази се на средњој надморској висини од 65 метара (максималној 212 m, а минималној 20 m).

## Демографија
| 1962. | 1968. | 1975. | 1982. | 1990. | 1999. | 2011. |
| ----- | ----- | ----- | ----- | ----- | ----- | ----- |
| 508   | 520   | 510   | 617   | 756   | 829   | 1.044 |

График промене броја становника у току последњих година